# Chachoengsao (tỉnh)
Chachoengsao (tiếng Thái: ฉะเชิงเทรา, phát âm [t͡ɕʰàʔ.t͡ɕʰɤ̄ːŋ.sāw], phiên âm: Cha-chương-sao) là một tỉnh miền Đông của Thái Lan. Tỉnh này giáp các tỉnh (từ phía Bắc theo chiều kim đồng hồ) là: Prachin Buri, Sa Kaeo, Chanthaburi, Chon Buri, Samut Prakan, thủ đô Bangkok, Pathum Thani và Nakhon Nayok. Tỉnh này cũng có bờ biển ngắn giáp vịnh Thái Lan.
Sử Việt thế kỷ 19 gọi địa danh này là Bắc Nao.

## Các đơn vị hành chính
Tỉnh này có 11 huyện (amphoe). Các huyện được chia ra 93 xã (tambon) và 859 làng (thôn, ấp, buôn, bản, mường, sóc) (muban).
| Amphoe                                                                          | Amphoe                                                                                          |
| ------------------------------------------------------------------------------- | ----------------------------------------------------------------------------------------------- |
| 1. Mueang Chachoengsao 2. Bang Khla 3. Bang Nam Priao 4. Bang Pakong 5. Ban Pho | 1. Phanom Sarakham 2. Ratchasan 3. Sanam Chai Khet 4. Plaeng Yao 5. Tha Takiap 6. Khlong Khuean |